# 잃어버린 세계 (아서 코난 도일의 소설)

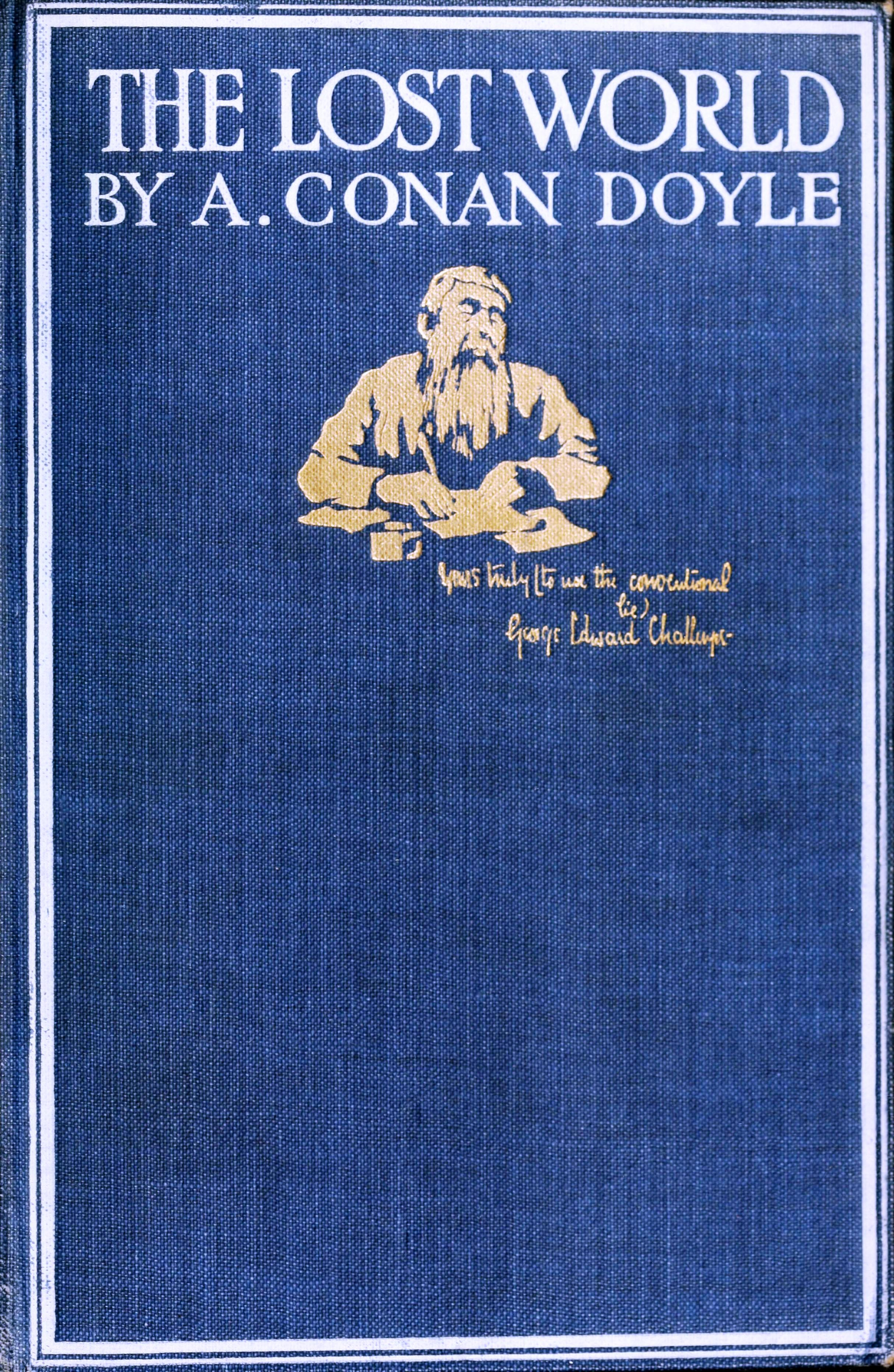

《잃어버린 세계》(영어: The Lost World)는 1912년에 아서 코난 도일이 쓴 SF 소설이다.

## 같이 보기
- 잃어버린 세계 (장르)
- 업 (2009년 영화)